# Monte da Santinha - Amares
O Monte da Santinha, também designado como "o Povoado da Santinha" ou ainda o "Monte dos Castros", é uma elevação próxima da bacia do Cávado, situada na freguesia e sede do Concelho de Amares. Como castro, teve a sua primeira ocupação efectiva nos finais da idade do bronze, Séc. X a. C. mas os achados arqueológicos sugerem ainda que teria existido um pequeno povoado do Calcolítico (3º milénio a. C.), além de que o local continuava a ser habitado já na Época romana  (Bettencourt:2001). O castro (ou monte) ergue-se a 195 metros acima do nível médio das águas do mar e caracterizava-se até à década de 70 (Séc. XX) por ser uma mega-formação granítica. A extração de granito que começou a ser operada sobretudo a parir de 1950 - e que viria a ser a primeira indústria do Concelho de Amares, uma região, a de Entre Homem e Cávado, eminentemente rural - viria a desfazer a referida formação granítica, dando ao local a feição que tem hoje, a de um enorme caroço de maçã na posição vertical.

## Contributo Arqueológico

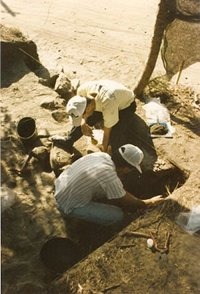
escavações no castro da santinha

O conjunto de resultados obtidos nas escavações efectuadas, apesar de pouco exuberantes, tornam este povoado de grande importância para o estudo do povoamento dos finais da Idade do Bronze, na medida em que testemunham uma modalidade de ocupação do território até à data desconhecida, a ocupação de cabeços de baixa altitude conectados com grandes bacias fluviais.
Os achados arqueológicos já estudados (Bettencourt:1995) - cerâmicas, bronzes e vários objectos - testemunham a habitabilidade de outrora, justificada pela visibilidade que o castro permitia para o Vale do Cávado (sub-região). Nas imediações deste local existiam bosques, compostos por árvores da floresta climática e ribeirinha (Amieiro, Amieiro-negro, Buxo, Freixo, Pinheiro-bravo, Sabugueiro e Salgueiro) e campos agrícolas (de trigo, milho miúdo, favas e Brassica).
Diz ainda a investigadora referida (Ana M. S. Bettcourt) que nas diversas fossas abertas no topo e no início das vertentes aquando das escavações de 1993 e 1994, surgiram em grande número sementes de cereais (trigo, cevada e milho miúdo) e de Leguminosas (ervilhas e favas) e que por outro lado, a profusão de vasos cerâmicos de fabrico grosseiro de grande e média dimensão e os fragmentos de grandes moinhos manuais, permitiram admitir que esta zona teria funcionado como área de armazenagem e transformação de produtos agrícolas. Foram ainda encontrados outro tipo de estruturas e de artefactos. Quanto aos primeiros, destaca um pavimento de uma eventual cabana, um muro de contenção de terras, mostrando que na época já se faziam socalcos e uma sepultura. Quanto aos artefactos, refere inúmeros recipientes cerâmicos, desde potes, potinhos, púcaros, malgas; moldes em pedra para o fabrico de artefactos em bronze ou ouro; pesos em pedra, provavelmente de redes para pesca. Foi ainda encontrado um resto de caldeiro em bronze.

## A Exploração do Granito
Embora já fosse efectuada extracção de pedra para fins de construção e pavimentação local (nas formas de patela, cêpo e outras formas de Alvenaria,

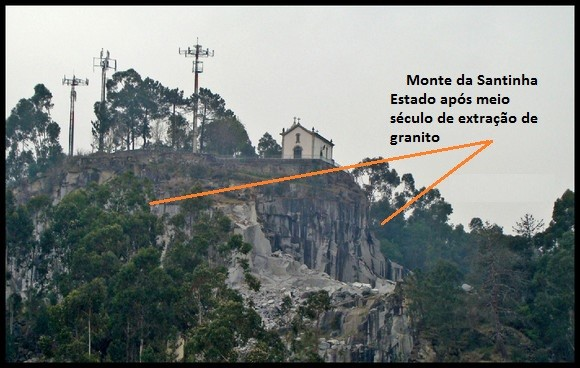
Pedreiras e Capela

para a construção, e de calçada, rachão e paralelo/paralelepípedo para o calcetamento de estradas) a reconstrução da Alemanha (após a segunda grande guerra) foi o destino de megatoneladas de pedra azul na forma de "Guias" (lancil de pedra).
As encomendas da Alemanha viriam a intensificar a extracção a partir de 1950, tendo-se esta mais que decuplicado ao longo das décadas seguintes. As "guias" (lancil) eram extraídas e trabalhadas nesta e noutras pedreiras de granito azul (Pedreiras de Montariol, Adaúfe, etc.), eram transportadas de camião até Porto de Leixões  e seguiam depois por navio até à Alemanha. Pelos anos 60 / 70 (século XX), as pedreiras do Monte da Santinha concentrariam entre 100 e 150, ainda assim uma oferta escassa para a região, rural e pobre, e que não evitou as grandes massas migratórias da década e 60 que tiveram a França como principal destino de emigração (não obstante alguns amarenses se terem fixado na Suíça, Bélgica, Luxemburgo, Canadá e Estados Unidos).
No princípio do Sec. XXI a actividade extractiva de granito estava praticamente extinta, por um lado, porque quase se esgotaram os recursos - dos enormes afloramentos graníticos que formavam o monte, em consequência da exploração das 5 décadas anteriores resta o bloco que dá suporte - e acesso - à capela construída em 1967 e por outro, porque a aplicação de granito azul, quer na construção, quer na pavimentação, se reduziu drasticamente nas últimas décadas: o Monte da Santinha, ou Povoado da Santinha que data da Idade do Bronze, é hoje uma escultura agreste e uma ferida-aberta paisagística, cuja resolução exigiria soluções arquitectónicas e recursos cuja orçamentação inviabiliza, à partida, qualquer possibilidade de sarar arquitetonicamente as severas escoriações que as imagens documentam.

## A Capela da Senhora da Paz
Apesar de ser referido historicamente como o "Monte da Santinha", não se encontraram vestígios de qualquer edificação religiosa da era cristã, sendo

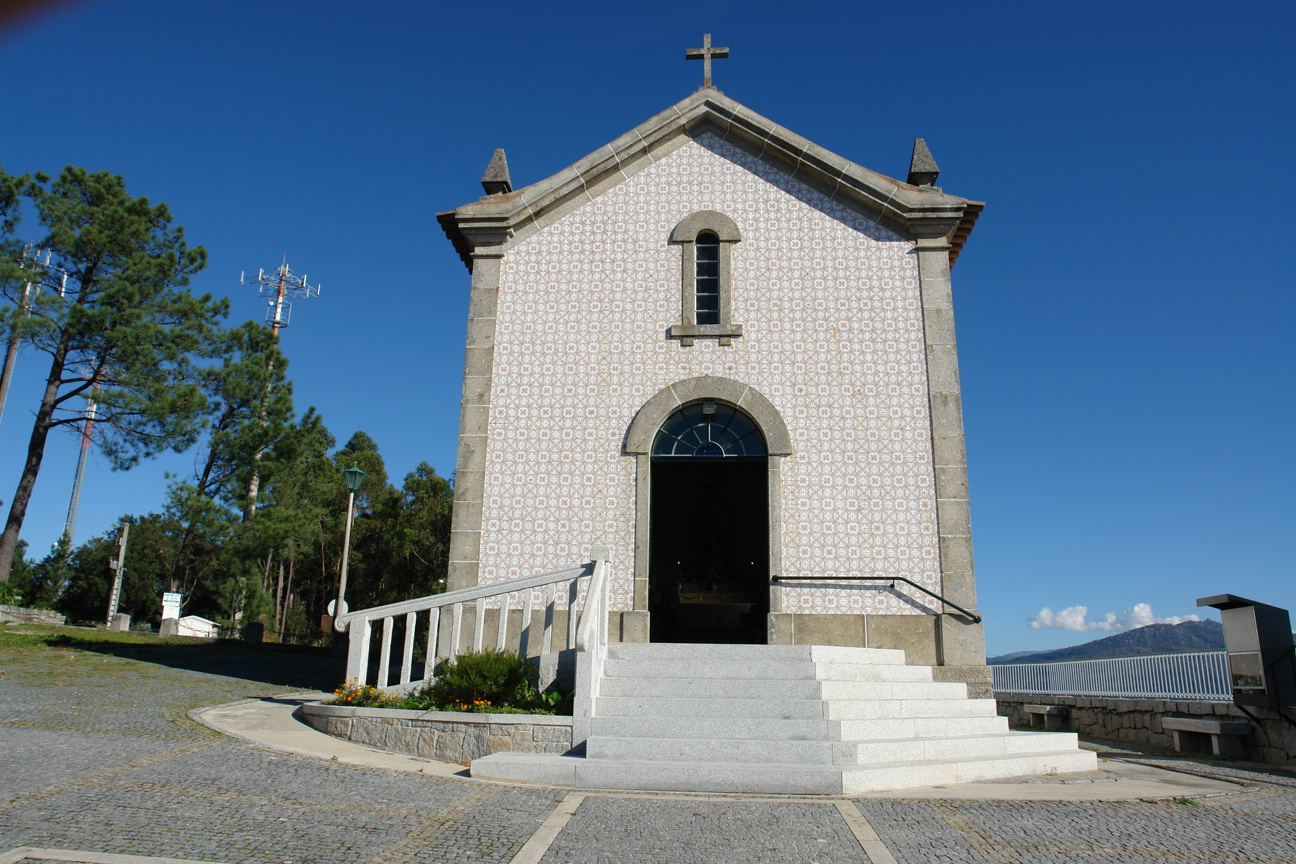
Capela Nª Sra da Paz

aventada a hipótese desta designação ter origem em oráculos ou altares pagãos anteriores, até, à época romana.
Entre 1966 e 1967, as "forças vivas" de Amares criaram uma comissão que reuniu fundos para que se construísse no cimo do monte uma capela dedicada à Senhora da Paz. A Construção concluiu-se - e foi inaugurada - em 1967 e a partir dessa data o monte (ou o castro) passou a ser designado também como o "Monte da Senhora da Paz", ao ponto de se confundir hoje a origem dos nomes, ou designações, com a Edificaçãod a capela de devoção Mariana o que, como se viu, não corresponde à verdade histórica: Oliveira (1982) refere um artigo do Cónego Arlindo Ribeiro da Cunha (Padre e autor de estudos de História, Corografia, Arqueologia, etc.) no Diário do Minho de 23 de Agosto de 1948 dedicado ao "Monte da Santinha".

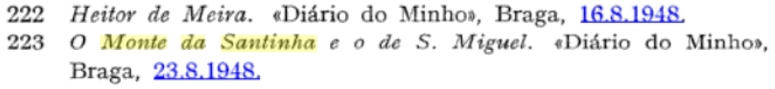
recorte

### A importância religiosa e simbólica da Capela
nos últimos anos da Guerra Colonial (e da Ditadura salazarista):
A iniciativa para a construção da Capela dedicada a "Nossa Senhora da Paz" partiu das forças concelhias dominantes - que integravam também o(s) clérigo(s), naturalmente - integradas no regime de então e partilhando a ideologia do Corporativismo. A iniciativa e a edificação teriam por fim a criação de um lugar divino de apelo à paz e ao fim da Guerra Colonial que, à época, ia já a caminho de quatro ou cinco anos [despoletara em 1961], assim como eram apelos apelar à intervenção Mariana pela Paz no ultramar as Procissões que periodicamente se efectuavam desde a Igreja, no Eirado, e subiam por um caminho em espiral até ao topo do monte e à "Capelinha da Senhora da Paz" e que começaram a  acontecer mal esta entrou em construção. 
Além de ser um monumento religioso e local de culto, a capela viria a desempenhar a partir de 1967-1968 um papel simbólico e talvez tão social ou antropológico como religioso: tornou-se tradição que sempre que um soldado do concelho de Amares ou dos concelhos confinantes regressasse são e salvo da guerra do Ultramar, este e os seus familiares iriam cumprir a promessa de agradecimento à Senhora da Paz, deixar-lhe - ou entregar-lhe - círios e outros artefactos de cera, e ainda "botar" uma dúzia de foguetes. Ao ponto de, tais manifestações, serem também a forma de dar a conhecer com júbilo à população que mais um jovem militar tinha regressado vivo do ultramar.
Data ainda dos anos 60 (Séc. XX) a criação no "Monte da Santinha" de uma romaria de verão, a "Festa da Senhora da Paz", que tem lugar em julho e que já irá a caminho de sete décadas de tradição.

## Apontamento biográfico
Breve apontamento biográfico sobre a investigadora citada e condutora das escavações realizadas no Povoado da Santinha em 1993 e 1994:
Ana Maria Santos Bettencourt, Arqueóloga, Investigadora e Professora com agregação do Instituto de Ciências Sociais da Universidade do Minho desde 2007;
Jan. 2000 - Doutorada (PhD) em Pré-História e Antiguidade pelo Instituto de Ciências Sociais da Universidade do Minho;
Jun. 1986 - Mestre em Antropologia, opção Paleoantropologia pelo Instituto Quaternary, Universidade de Bordéus I;
Jul.1984 - Licenciada em História - Arqueologia pela Faculdade de Artes da Universidade de Coimbra;

## Galeria fotográfica

### Imagens do monte, 1900 - 1970

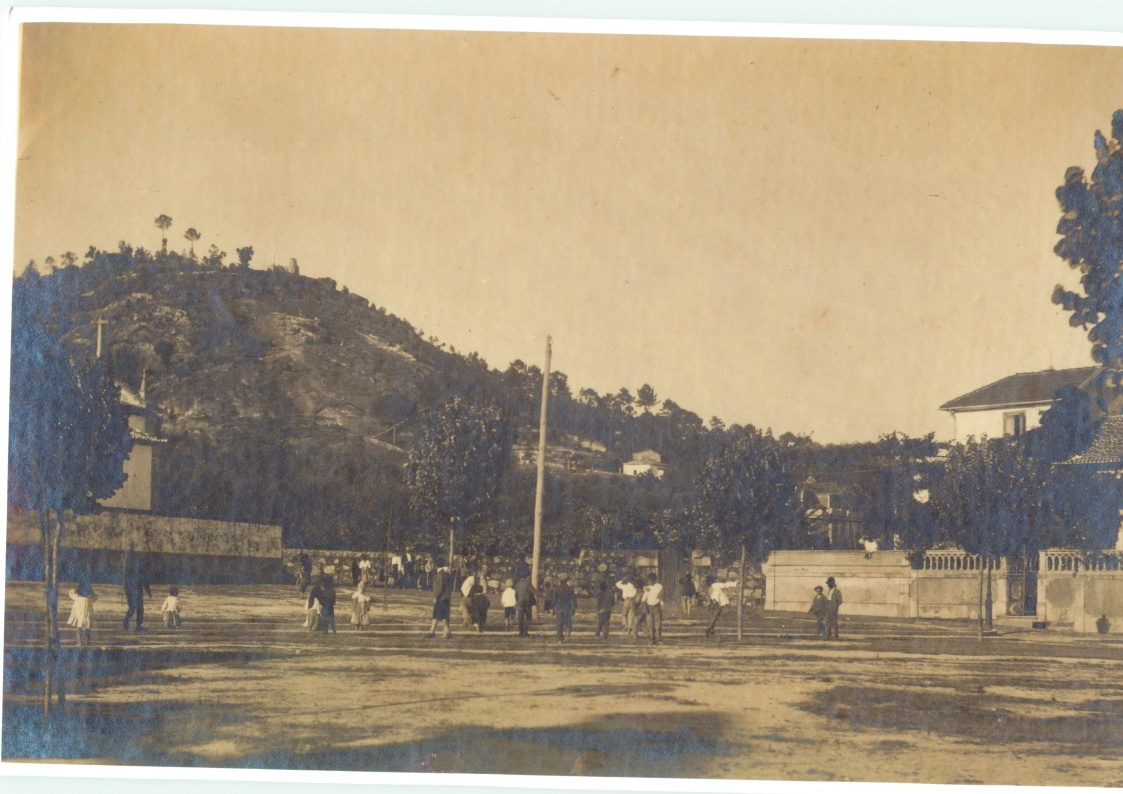
O Eirado; ao fundo, o Castro/Monte da Santinha
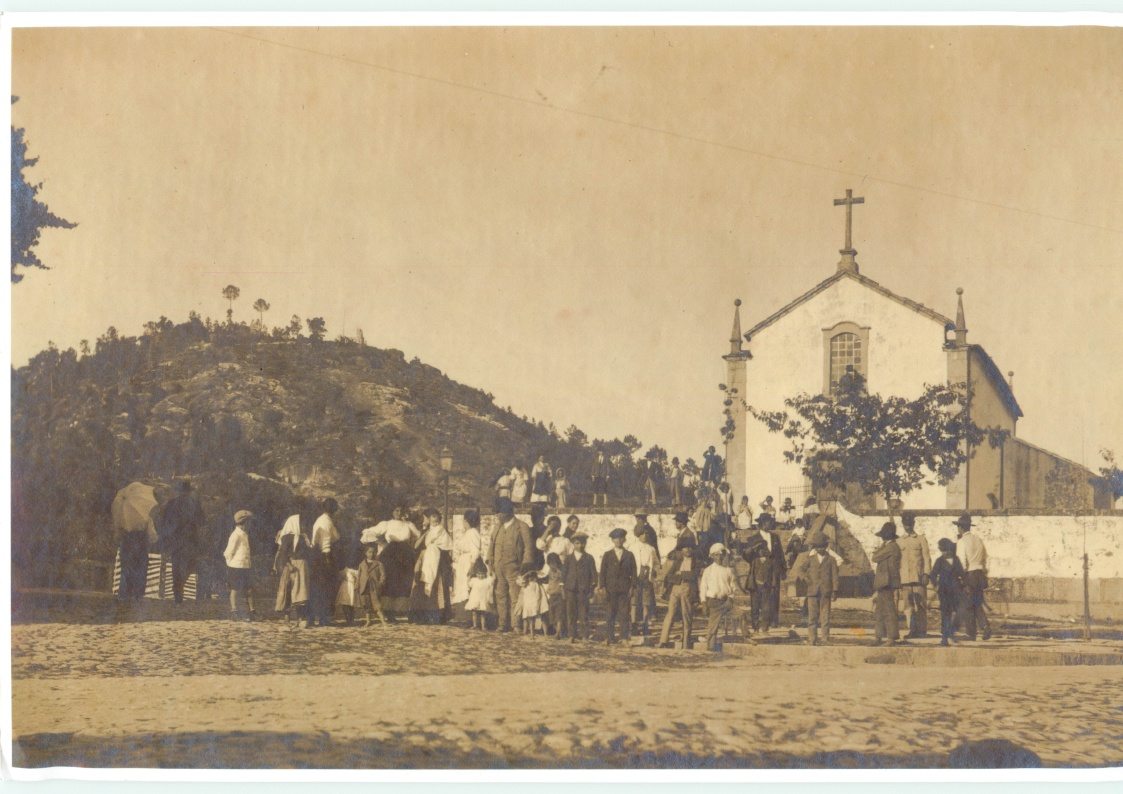
O Eirado; Igreja do Divino Salvador
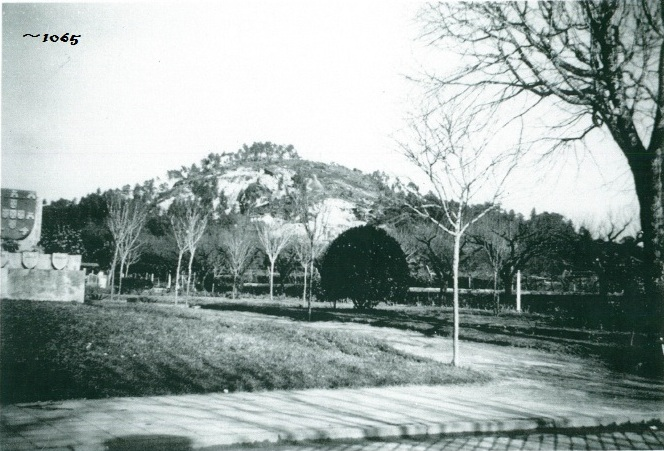
Eirado; Estátua de D. Gualdim Pais e ao fundo, o Monte da Santinha (~1960)
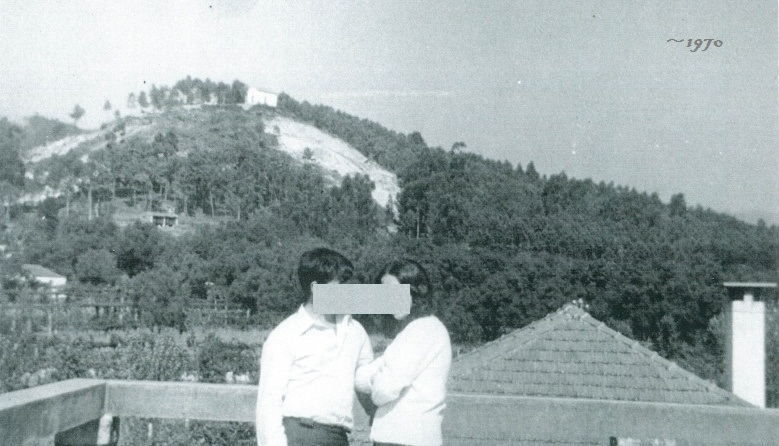
em fundo, o Monte da Santinha (1970)

### As escavações Arqueológicas de 1994

1994
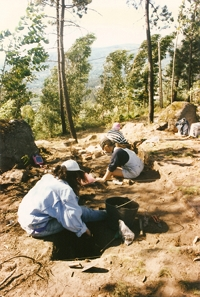
Escavações arqueológicas 1994
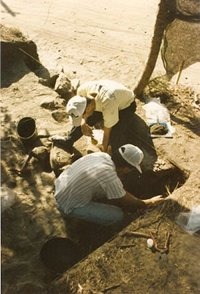
Escavações arqueológicas 1994

### Imagens da construção da Capela da Sra da Paz

1965 /6 /7
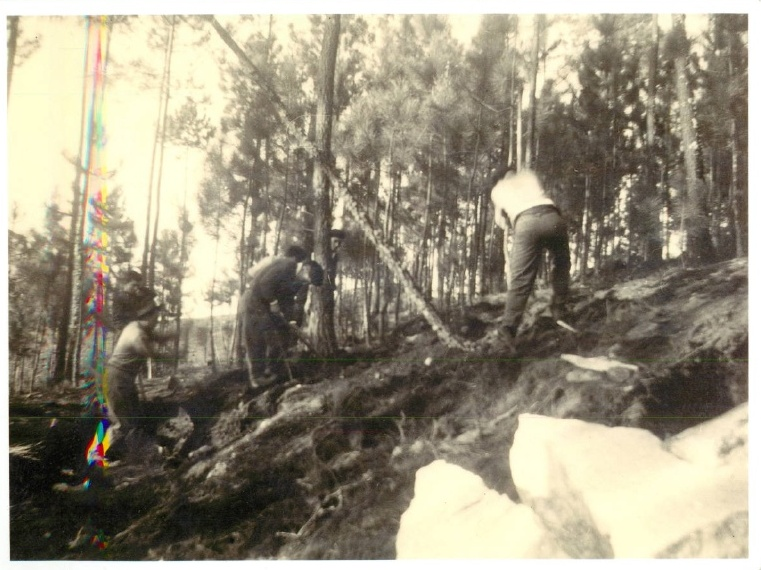
Preparando o terreno
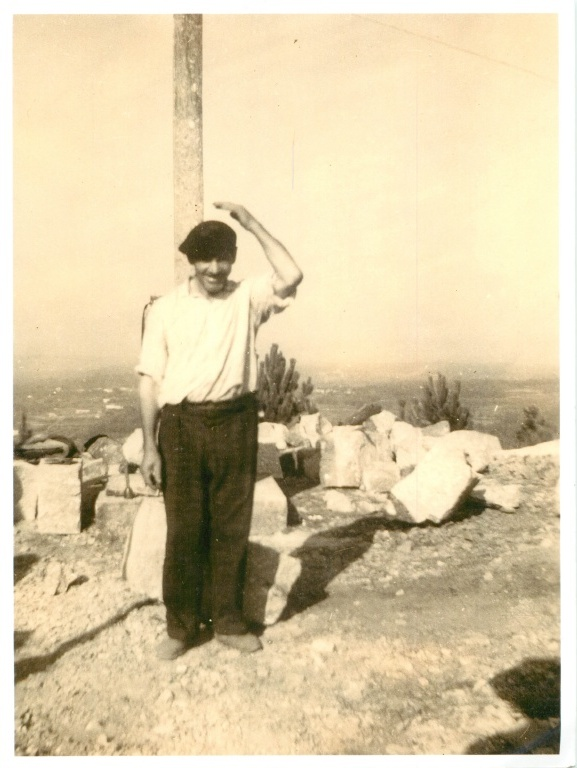
Construção
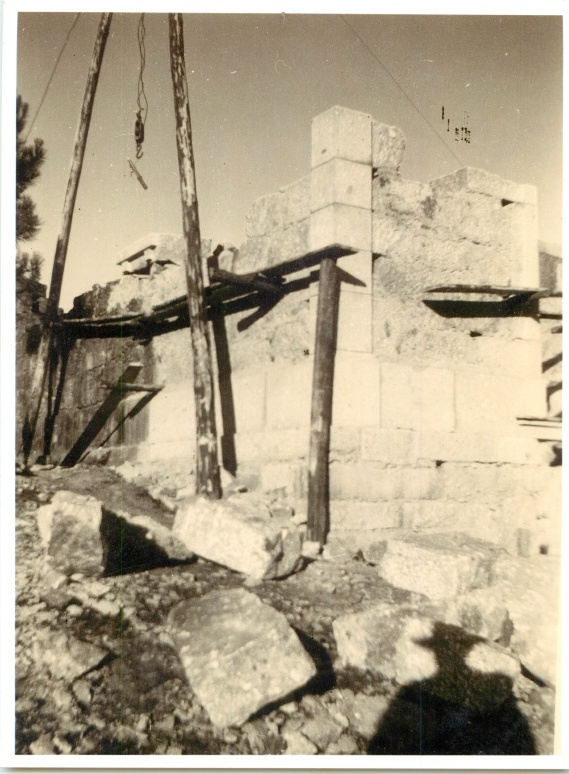
Construção
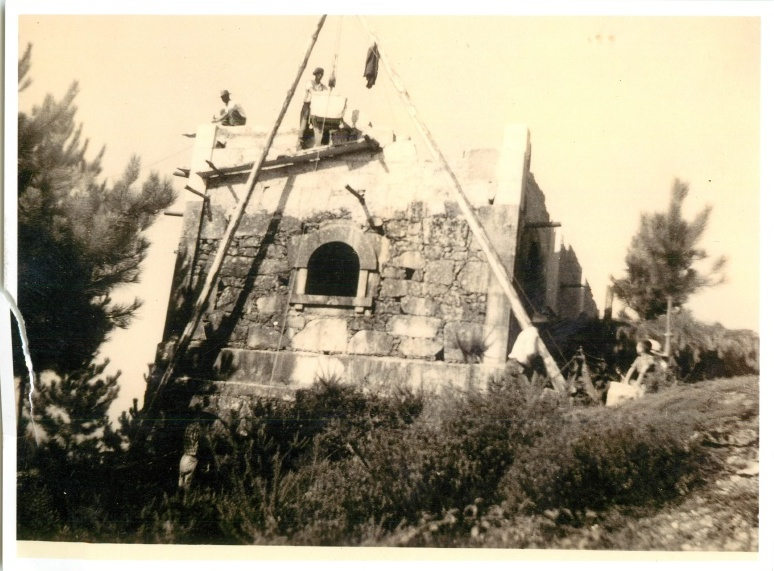
Construção
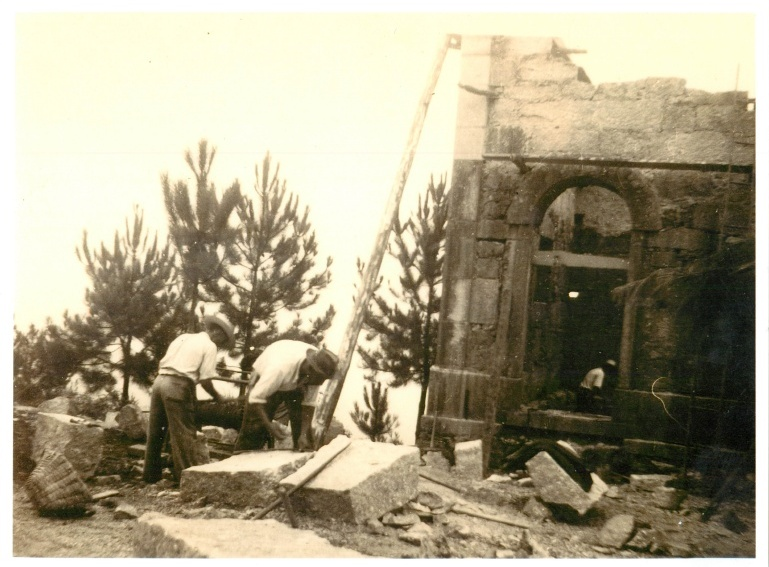
Construção
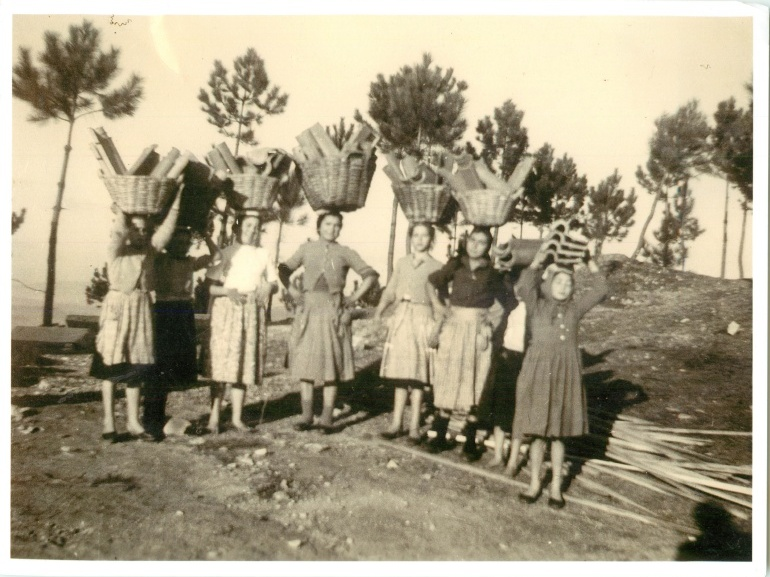
O transporte de materias
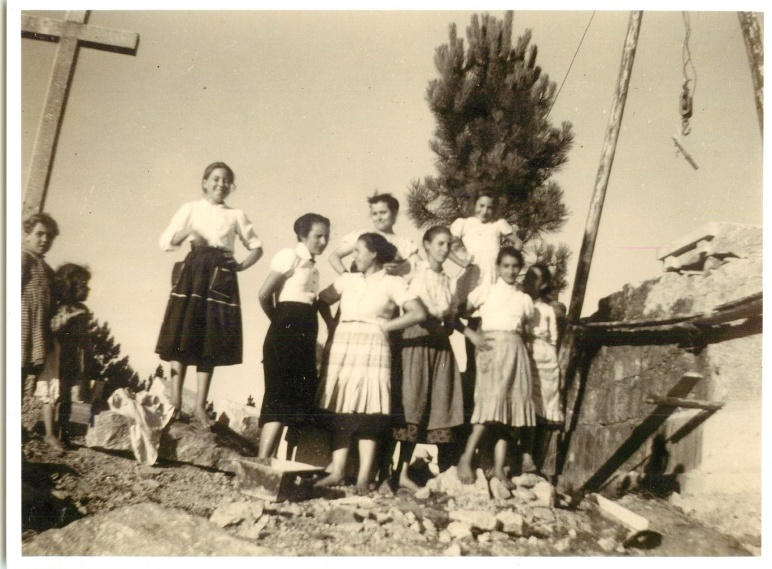
O transporte de materias
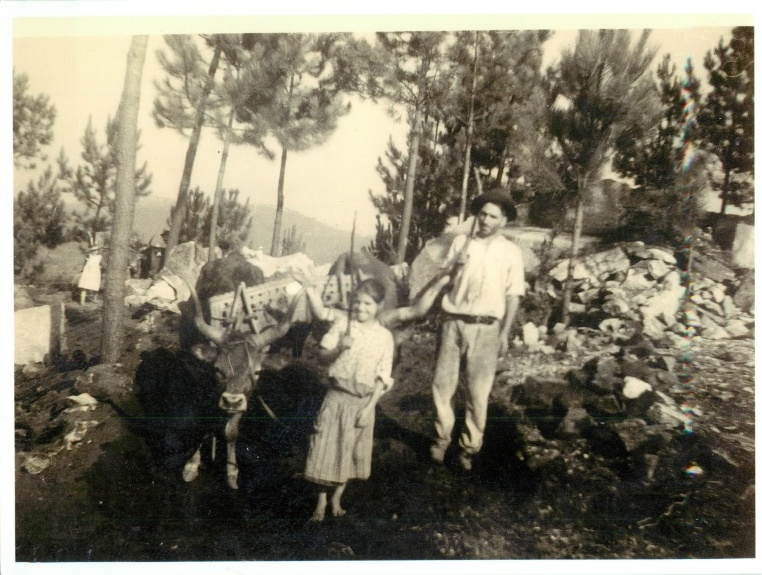
O transporte de materias
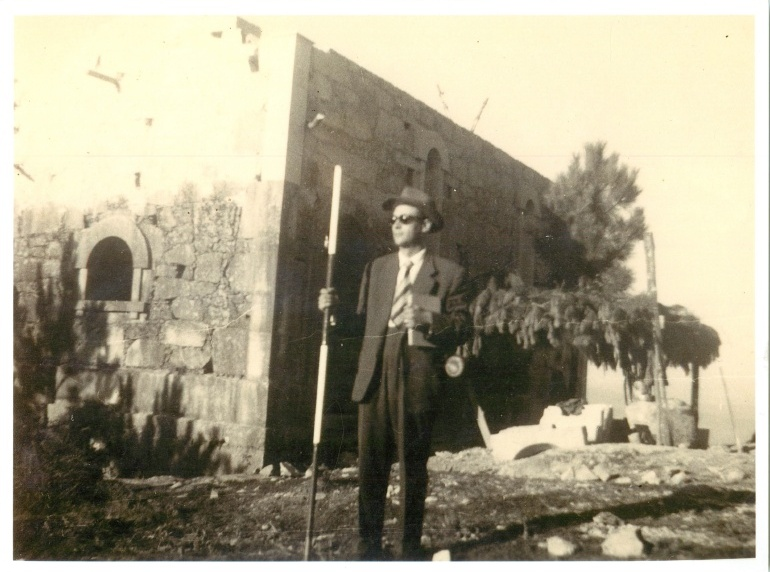
Construção
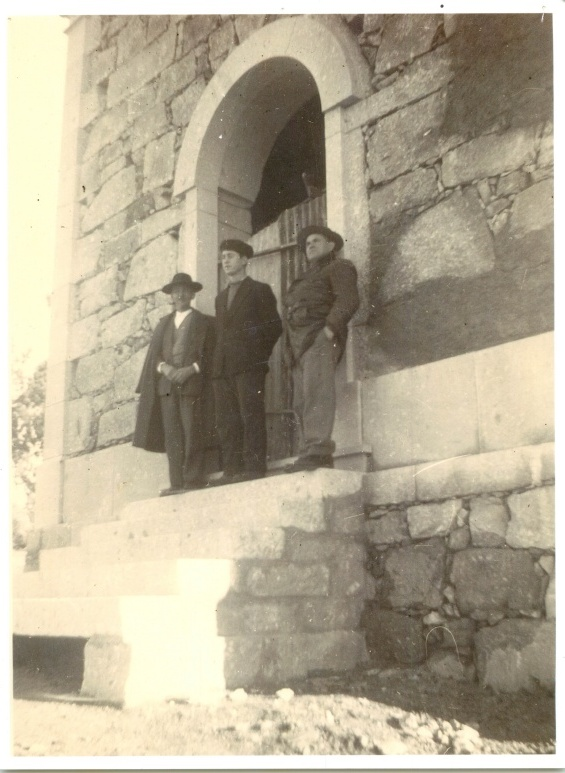
Construção
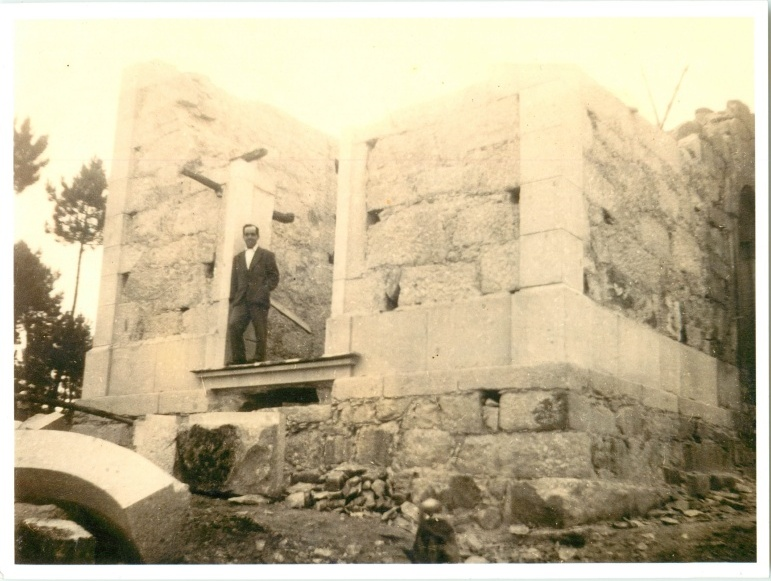
Construção
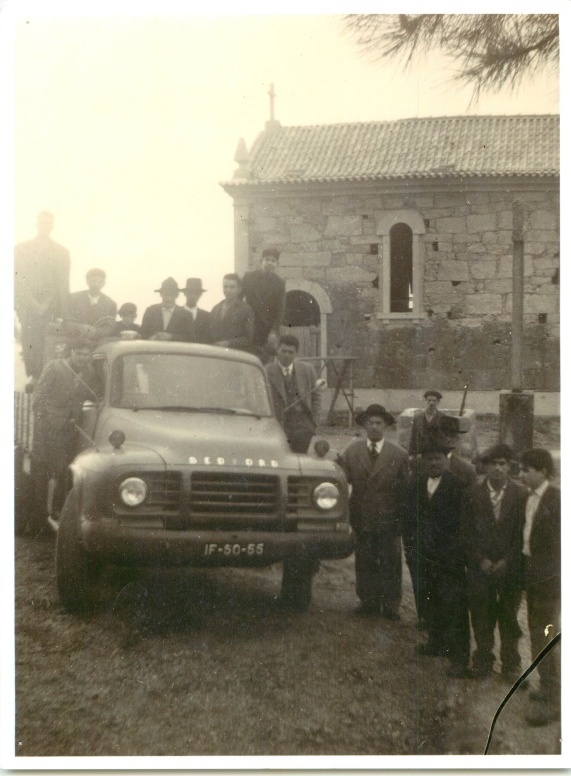
Construção

### Imagens Actuais (2016)

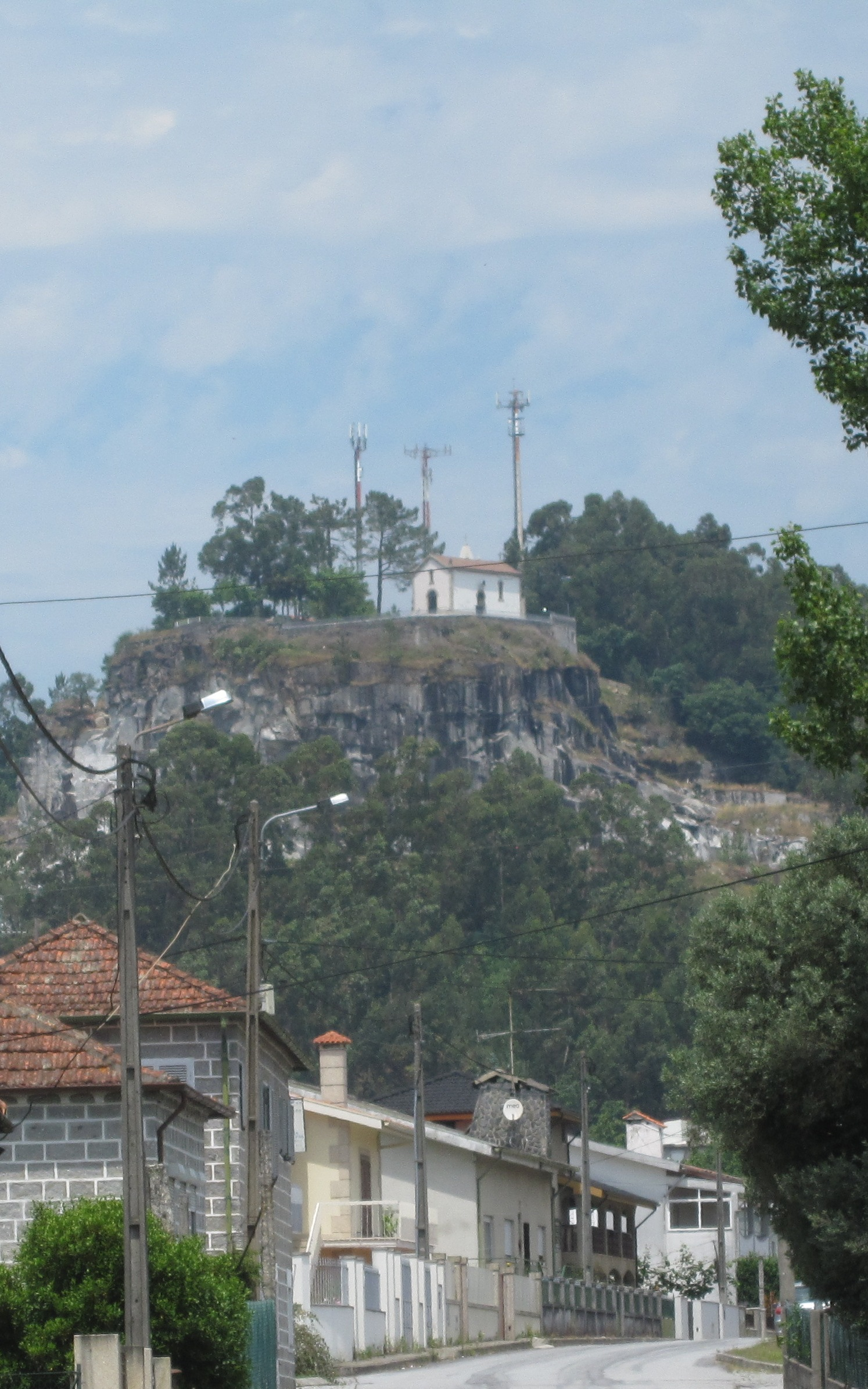
Quarry, South, sothest and southwest view
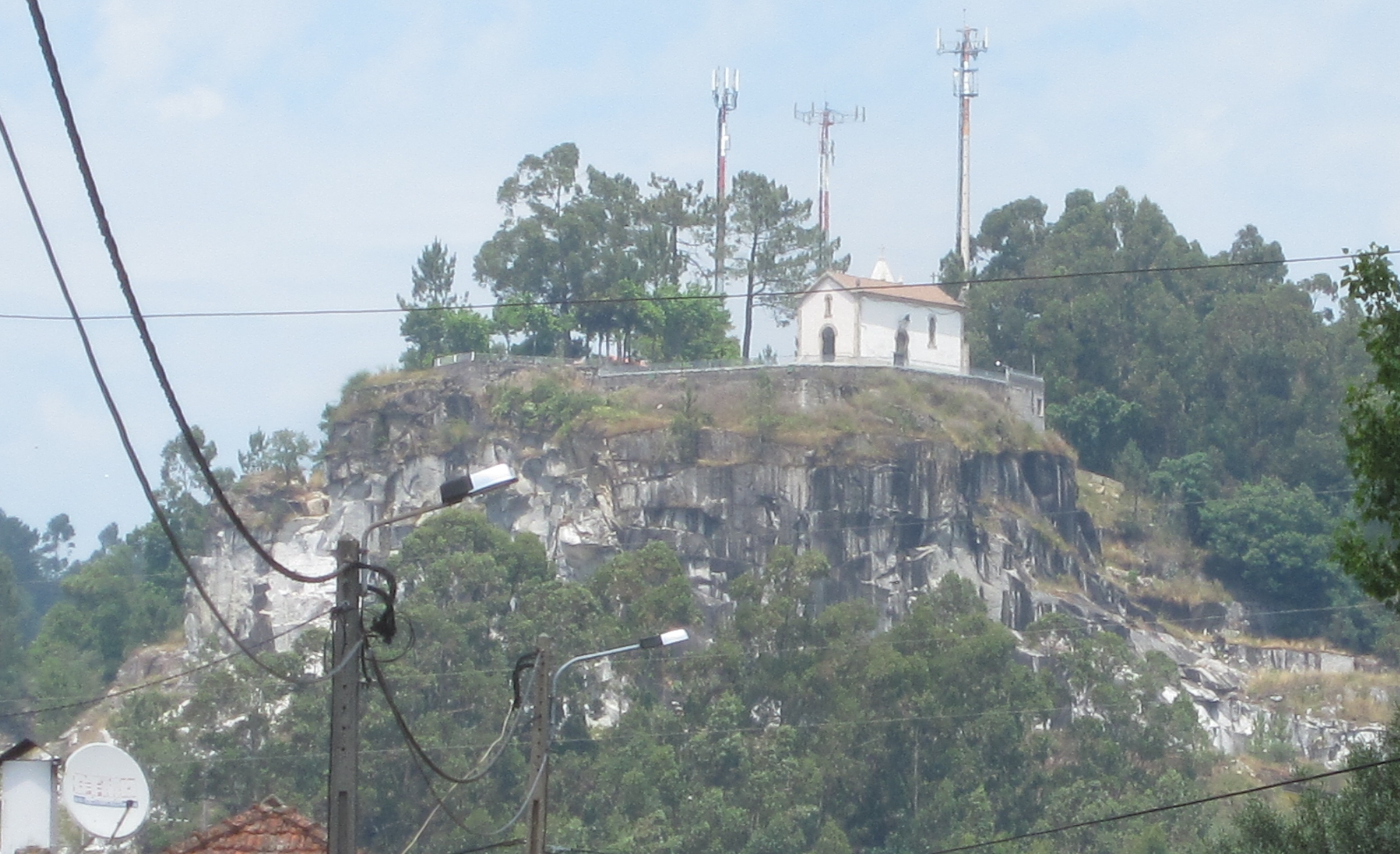
Quarry, South, sothest and southwest view
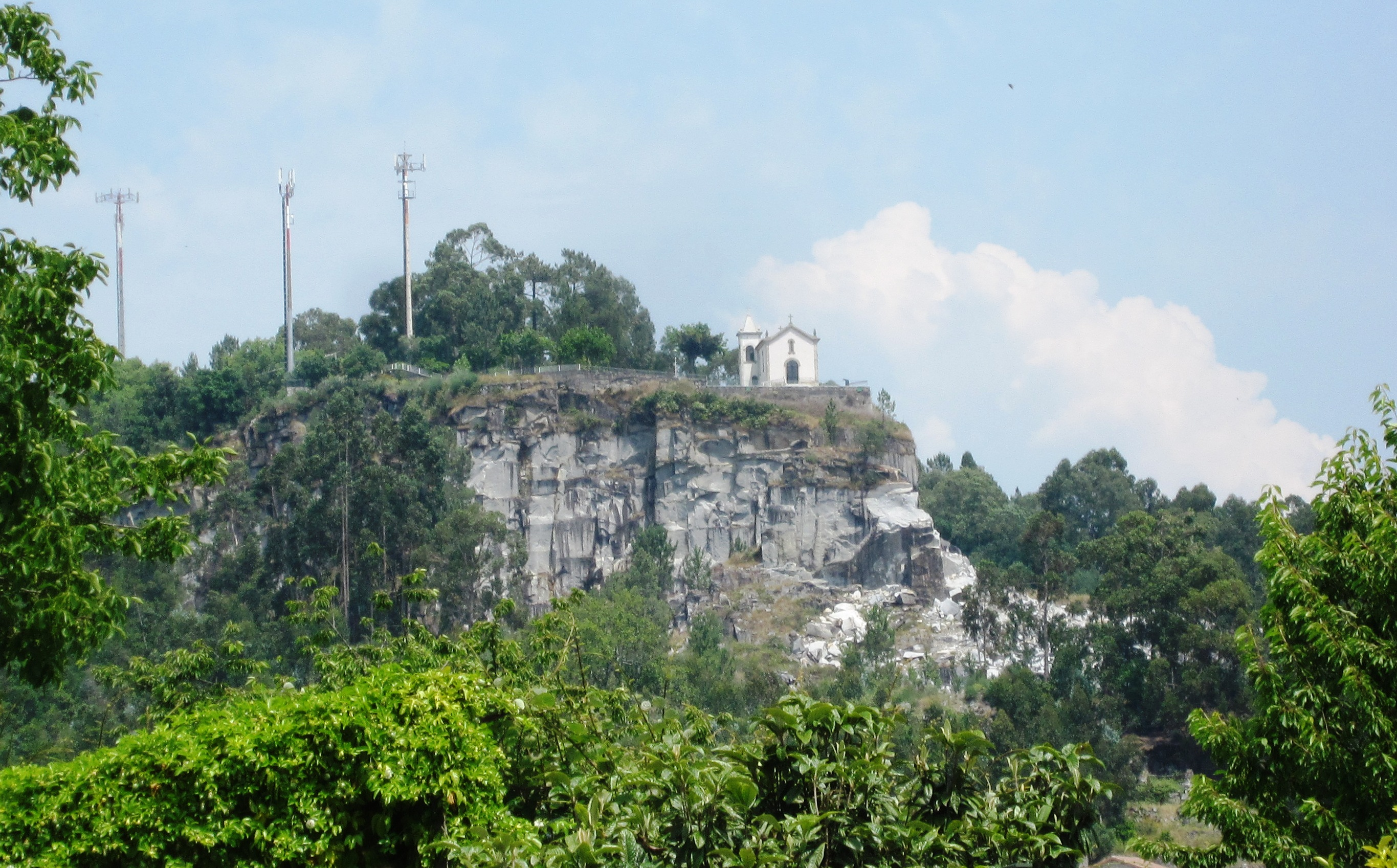
Quarry - west view
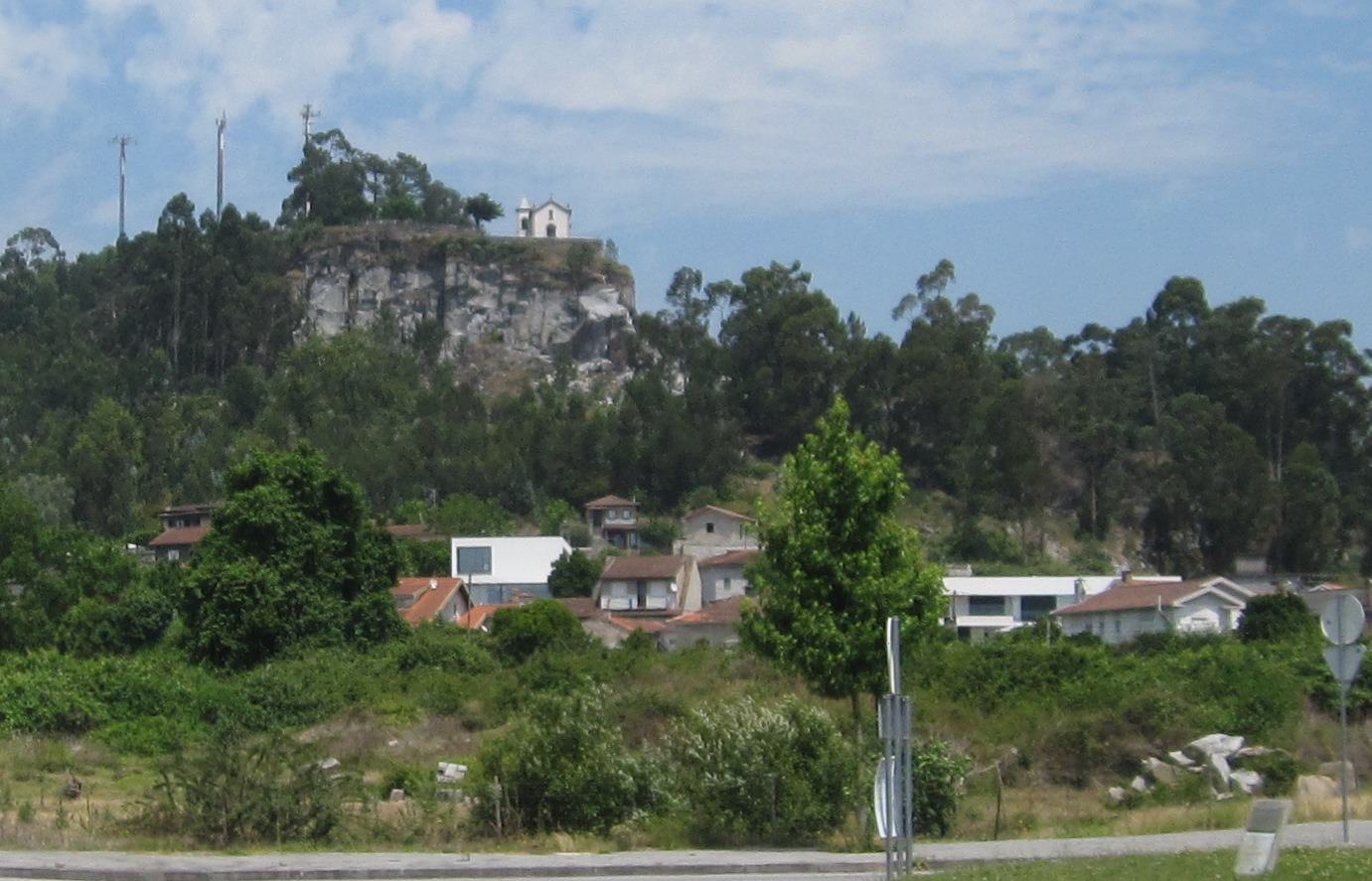
Quarry - west view